# Історичний факультет Криворізького державного педагогічного університету
47°54′27″ пн. ш. 33°24′43″ сх. д. / 47.907377° пн. ш. 33.411869° сх. д.
Історичний факультет Криворізького державного педагогічного університету створений 13 вересня 2002 року. Кафедрами підтримуються тісні зв'язки з провідними вишами країни та зарубіжжя, структурами та школами міста. Кафедра історії України створена у 2000 році. На  2019 рік налічує 7 викладачів, серед яких доктор та кандидати історичних та педагогічних наук. Кафедра всесвітньої історії діє з 2000 року. На кафедрі працюють 6 викладачів, з них 4 кандидати історичних наук та кандидат філософських наук. За час існування кафедрами факультету підготовлено більше як 600 вчителів історії та географії, бакалаврів та магістрів історії та середньої освіти.
Спеціальності: «Історія. Спеціалізація: правознавство», «Історія. Додаткова спеціальність: Географія», «Історія. Додаткова спеціальність: Філологія Мова і література (англійська)» (з 2015 року).
З 1 лютого 2017 історичний факультет увійшов до новоствореного факультету географії, туризму та історії.

## Історія
- 1930-і — підготовка викладачів з історії Криворізького інституту професійної освіти
- 1960-і — перші курси на Загальнонауковому факультеті
- 1997 — набір на спеціальність «Історія»
- 1998 — запроваджена навчальна практика з археології[3]
- 2000 — реорганізовано кафедри історії КПІ.
- 2000 — відкрито музей історії Криворізького педінституту
- 2002 — створено історичний факультет Криворізького державного педагогічного університету[4]
- 2002 — на факультеті на базі кафедри історії України відкрита аспірантура
- 2005 — започатковано магістратуру
- 2002 — проведення І Всеукраїнської студентської конференції «Гуманістичні цінності світових цивілізацій і проблеми сучасного світу». З того часу конференція проводиться щодвароки: 2004, 2006,2008, 2010, 2012, 2014, 2018, 2018. Чергова конференція відбудеться у 2020 році.
- 2011 — проведення Всеукраїнської наукової конференції «Війна в історичній та індивідуальній пам'яті»
- 2012 — запроваджено історико-краєзнавчу практику для студентів-істориків
- 2014—2016 — кафедра історії України стала базовою для проведення ІІ туру Всеукраїнської студентської Олімпіади з історії України.
- 2017 - відновлено археологічну практику

## Кафедри
- Кафедра історії України (завкафедри: д-р.пед.наук, проф. В. О. Комаров; з 2007 р. — зав кафедри: д-р.істор.наук, проф. В. О. Шайкан, з 2015 — канд.істор.наук, доц. Н. А. Печеніна)
- Кафедра всесвітньої історі (зав кафедри: канд.істор.наук, доцент О. І. Кожухар)
- Кафедра педагогіки (зав кафедри: д-р.пед.наук., проф. Т. О. Дороніна)